# Shortland Street
Shortland Street es un serial televisivo neozelandés en horario central que se ambienta en el ficticio hospital de Shortland Street. Su primer episodio fue emitido por el canal TV2 de Television New Zealand (TVNZ) el 25 de mayo de 1992. Se trata del serial televisivo más longevo de Nueva Zelanda, pues se lleva emitiendo ininterrumpidamente desde esa fecha, es decir, durante más de 30 años y más de 7700 episodios. Se mantiene como uno de los programas televisivos con mayor audiencia en su país de origen.
El programa se emitía originalmente como cinco episodios semanales de media hora, y en su estreno recibió críticas variadas. Tras su lanzamiento su audiencia cayó, y habría sido cancelado si TVNZ no hubiera encargado un año de episodios por adelantado. A principios de 1993 los índices de audiencia de la serie mejoraron y TVNZ renovó la producción. Hoy es uno de los programas con índices más altos de Nueva Zelanda, alcanzando frecuentemente el top 5 semanal de AGB Nielsen Media Research.

## Emisión internacional
- Argentina: Multicanal
- Bolivia:
- Paraguay: CVC
- Uruguay: Nuevo Siglo Cable TV